# Història del pa

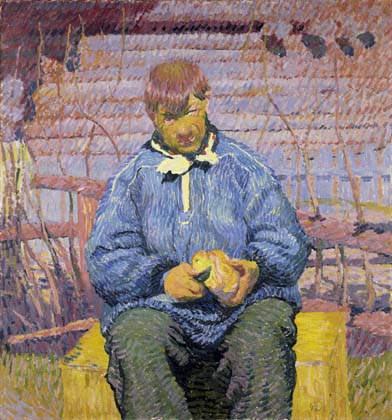
El pa és un aliment bàsic que de vegades ha estat associat a les classes humils (Il·lustració de Giovanni Giacometti)

La història del pa en l'alimentació corre paral·lela a la història de l'ús de cereals per part de l'home. El pa és un producte directe del processat manual dels cereals (processament que amb posterioritat es va transformar en mecànic), i és molt possible que fos la primera aplicació alimentosa d'aquests. Potser fos el pa, juntament amb la cervesa, l'oli i el vi, un dels primers aliments processats en la història de la humanitat.
Els cereals, per si sols, no poden ser digerits per l'aparell digestiu humà. És per aquesta raó que els cereals són artificialment processats (molts, remullats, etc.) i només a partir d'aquest moment van començar a convertir-se en aliments bàsics per a l'home, aportant hidrats de carboni, que es complementarien amb les proteïnes procedents de les carns (caça). Així doncs, el pa primigeni (elaborat amb espècies antigues d'ordi) podria haver estat un dels primers aliments elaborats de la història de l'alimentació. Alguns autors afirmen que l'home va començar a cuinar els cereals abans que a elaborar el pa.
Al llarg de la història de les cultures, el pa s'ha anat elaborant amb el cereal disponible en la zona o amb la variant modificada més resistent. Així, per exemple, el blat i el cereal s'ha emprat a Europa i part d'Àfrica; el blat de moro és freqüent a Amèrica; l'arròs, a Àsia. Un fet social relatiu al pa és que històricament s'ha establert una distinció social en funció del color de la molla de pa que s'hagi menjat. Per exemple, els pans de sègol (de molla més fosca) han correspost a les classes menys afavorides, mentre que els de farina de blat (de molla blanca) a classes més elitistes. El pa és entès com un sinònim d'aliment i és un ingredient que forma part de diversos rituals religiosos i socials en gran part del món, i és a més en l'actualitat un element econòmic que influïx en índexs econòmics com l'IPC (Índex de Preus de Consum), emprat per a determinar l'evolució del cost de vida a les nacions.

## Prehistòria

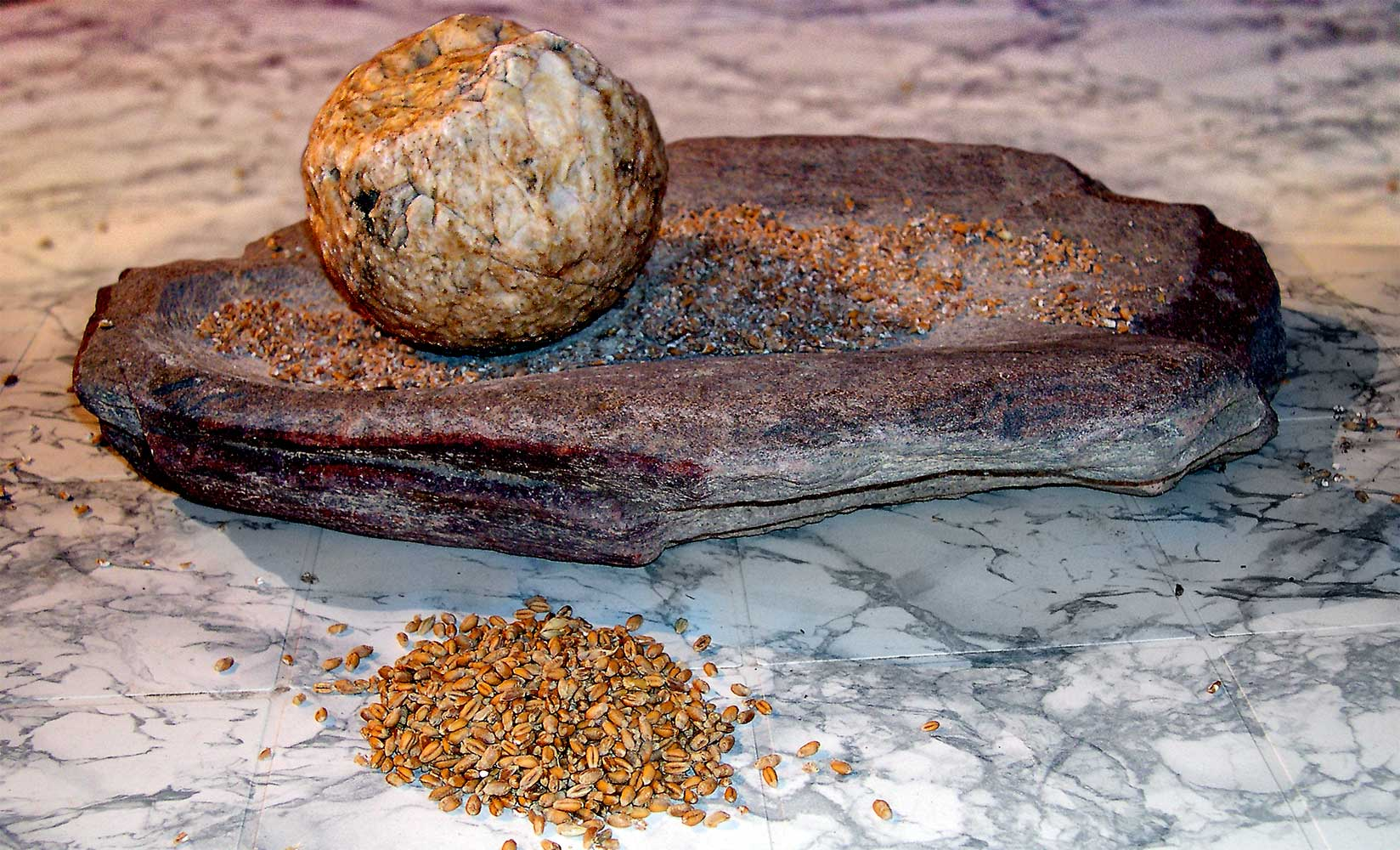
Molí de pedra manual del Neolític

### Origen
Potser el pa acompanyi l'alimentació de la humanitat des de 8000 aC. Se sap que la introducció del cereal en la dieta humana apareix en l'home primitiu quan aquest deixa d'ésser nòmada per a ser sedentari gràcies a l'aparició de l'agricultura. Probablement algun tipus primigeni de blat (en alguna varietat diploide del tipus Triticum monococcum) fos una de les primeres plantacions de l'home. És molt possible que una barreja d'aquests grans de cereal, toscament molts amb una pedra i una mica humitejats, en el que podrien haver estat unes primitives farinetes, acabessin per casualitat prop d'una font de calor: bé podria haver estat entre les cendres d'un foc, o simplement una massa líquida espargida i exposada al sol sobre una pedra. Aquesta massa aviat adquiria una consistència sòlida i comestible que podria haver estat el pa primitiu.
Actualment poden trobar-se processos de panificació molt similars en algunes tribus d'Àfrica. Aquest pa primigeni podria haver estat aquesta barreja entre farinetes i pa pla que bé va poder romandre en l'alimentació humana durant molts segles. No se sap amb certesa, però hi ha la possibilitat que fossin al principi plans, a causa de la facilitat de la seva elaboració; que no continguessin llevats en les seves masses i es cuinessin en focs oberts o en superfícies calentes. En alguns casos, és possible que abans de moldre el gra, se'l deixés germinar i, posteriorment, se l'assequés lleugerament. Aquest mètode més refinat d'elaboració del pa primigeni va arribar a Egipte i podria haver estat l'objecte de les primeres fermentacions en el pa.

### Molta i tipus de cereals
No resulta sorprenent que el gra de cereal sencer, que és indigest per a l'ésser humà, acabés molt entre dues pedres i humitejat d'alguna forma amb el propòsit d'acabar sent un aliment més digerible. Aquesta labor primera de molta és molt antiga i es troben freqüentment nombroses proves d'aquesta activitat en les excavacions arqueològiques. Alguns autors afirmen que el pa va poder haver-se elaborat per primera vegada a Àsia central; després d'aquesta aparició podria haver arribat al Mediterrani per Mesopotàmia i Egipte gràcies a antigues rutes comercials (com la ruta de la seda) entre Àsia i Europa, potser a través de Síria. La progressiva selecció artificial d'espècies en l'agricultura ha donat lloc a les varietats que coneixem avui dia. Les més antigues conreades són el Hordeum hexastichum sanctum (una espècie d'ordi), així com la Hordeum hexastichum densum, la Hordeum distichum i la Triticum vulgare antiquorum.
Els pans «llevats» no poden fer-se amb farines de mill, civada, ordi o blat de moro, a causa del poc contingut de gluten que posseïxen les seves farines, de manera que la fermentació va tenir lloc quan l'home va començar a usar el blat o el sègol (les úniques masses capaces de retenir en el seu volum les emissions de diòxid de carboni i «llevar»). La fermentació és probable que fos la segona fita en la història del pa: fa que el pa sigui més lleuger (menys dens) degut principalment a la presència de gasos en la seva massa, de manera que tingui a més un sabor apreciable.

## De l'edat de Pedra a Sumèria
Els pans plans existents en diverses cultures poden procedir de l'edat de Pedra, en aquelles cultures on el gra resultava ser fonamental a la dieta. Algunes versions d'aquest tipus de pans han sobreviscut en l'actualitat i poden trobar-se en diverses parts de la terra, com els lavash àrabs, els pita grecs, els roti indis i les truites de Llatinoamèrica. Alguns autors suggereixen que en la història de l'alimentació humana els grans de cereal van deure estar molt prop del ser humà ja des dels començaments, a causa del fet que les dents que posseïm són típiques d'una barreja entre graminívor i carnívor.
En alguna part de Sumèria, o al sud de Mesopotàmia, cap al 6000 aC, algú va començar a elaborar el pa tal com el coneixem avui dia. Els sumeris en algun instant dintre del període Yemdet Nasr, van ensenyar als egipcis a elaborar pa (3000 aC). Els egipcis van prendre aquest coneixement i van anar sistematitzant i millorant els processos de panificació, fins a convertir-lo en un aliment indispensable per a la seva societat.

## Antic Egipte

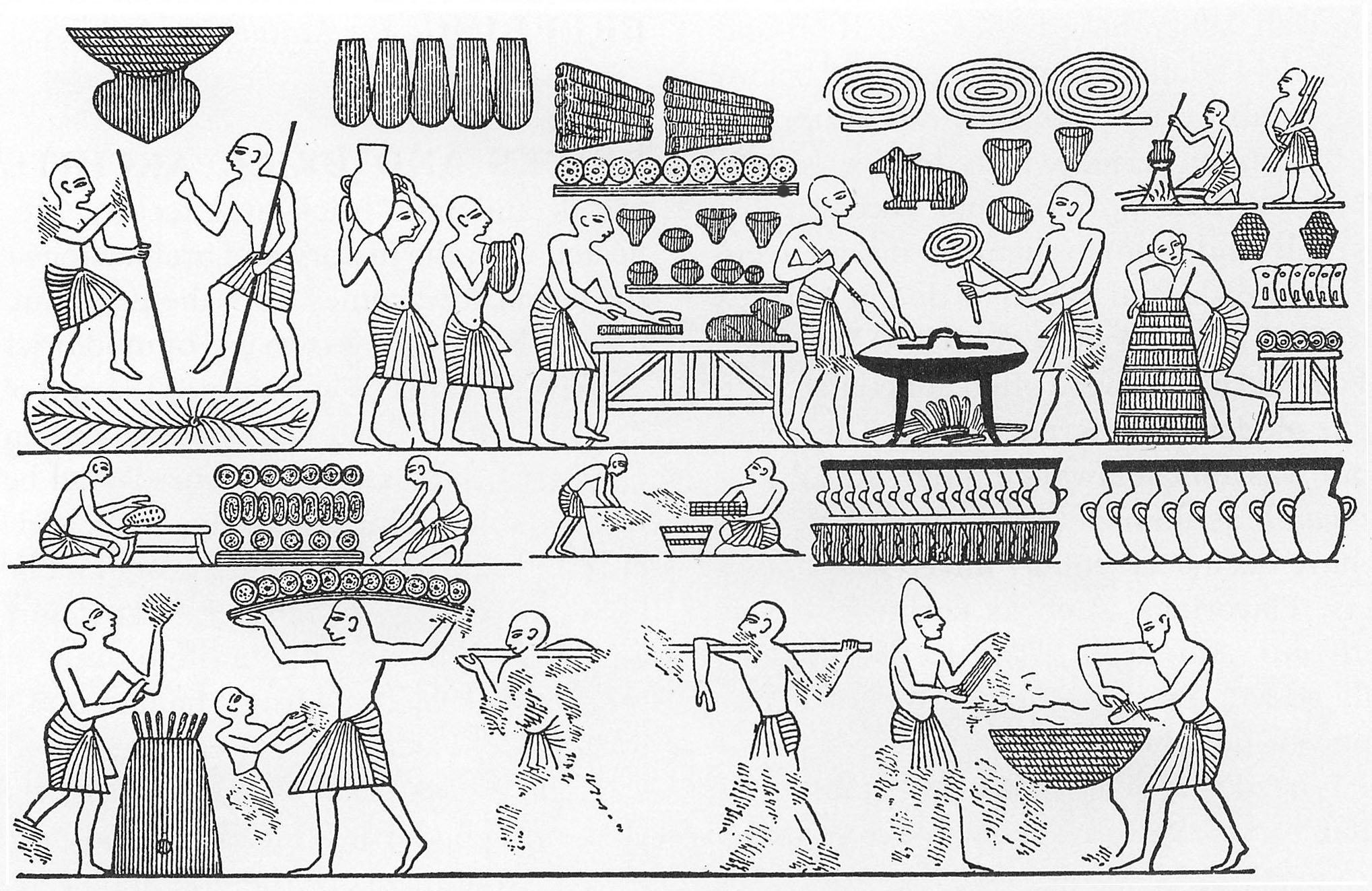
Escenes d'elaboració de pa, dibuixades a la tomba de Ramsès III. Vall dels Reis. Egipte.

Les condicions per a conrear el cereal al Nil eren molt favorables. Les crescudes periòdiques (aproximadament a mitjan juliol) promovien el cultiu de blat T. turgidum durum (un cereal tetraploide), que va créixer a l'Orient Pròxim. Posteriorment es va divulgar pel Mediterrani en una variant denominada T. turgidum dicoccum, abans de l'arribada de l'Imperi Romà a través d'Àfrica fins a climes més càlids.
Hi ha proves arqueològiques que demostren l'elaboració del pa a l'antic Egipte. En certa forma és d'esperar que la fermentació del pa s'assolís en la cultura egípcia. És fàcil suposar que una massa abandonada durant algun temps prengui espores de l'aire i que en ambient humit aquestes es reprodueixin en una activitat de fermentació. L'ús de masses fermentades s'elaborava possiblement amb farines contaminades dels llevats de l'elaboració de cervesa, però és molt probable que «llevassin» pans a causa de l'ús de cereals amb baix contingut de gluten. Són els egipcis qui barregen per primera vegada les masses amb llavors amb l'objecte de fer pans més nutritius.
Avui dia podem saber de l'elaboració del pa en l'època pre-egípcia i egípcia gràcies a la profusió de jeroglífics i petites figures de bronze procedents d'Assíria, en la qual es poden veure les operacions de recollida i molta del gra (període Salmanasar II).
La importància que els egipcis van donar a la recol·lecció dels cereals es pot notar clarament per les tres divisions que van realitzar al seu propi calendari anual: ajet (inundació), peret (sembra) i shemu (recol·lecció). La devoció dels egipcis pel pa va fer que en l'antiguitat clàssica se'ls denominés «menjadors de pa». De vegades era més que un aliment i s'arribava a pagar un salari d'un camperol en un cert nombre de pans i cervesa (tres pans i dos càntirs de cervesa). Perduren relats de l'època de Ramsès IX que esmenten regirades entre els treballadors quan no se'ls pagava en pa, sinó en qualsevol altra mercaderia. Les classes més baixes s'alimentaven gairebé exclusivament de pa.
Les classes baixes egípcies eren menjadores exclusives de pa. Alguns papirs mèdics esmentaven la salut com l'apetit que es té de pa: una persona malalta manca d'apetit de pa. Els egipcis solien consumir el pa acompanyat de ceba.

### El forn
Els sumeris feien el pa enterrant la massa en un clot on havia cendres i brases d'un foc, la qual cosa es va perfeccionar a poc a poc mitjançant l'observació i, d'aquesta forma, un dels invents que es va desenvolupar a l'antic Egipte va ser l'ús de forns. L'ocupació del forn feia que els resultats fossin més predictibles. El pa ja era un aliment comú que apareix representat als baixos relleus de la tomba de Ramsès III (que va ser faraó durant trenta anys). En aquestes il·lustracions de la tomba de Ramsès es pot veure com es realitzaven les simples labors de fleca, com es treballava la massa amb les mans i amb els peus, com havia una cura a fer les porcions de pa el més similars possibles.
Els egipcis van ser els primers que van erigir forns cònics que construïen amb tova (maons de fang del Nil) i posseïen dues cavitats: en la inferior es produïa la combustió i en la superior es coïa el pa. Fornejaven més d'un pa al mateix temps. La descripció del pa segons jeroglífics de la llista de signes de Gardiner recorda tant als forns com a les formes del pa, tal com es pot veure:
| X1 | X2 | X3 | X4 | X5 | X6 | X7 | X8 | N29 |

### Selecció de llevats
Hi ha moltes proves que mostren que, des dels començaments, a Egipte es coneixien els efectes dels llevats i com aquestes eren aplicades a l'elaboració del pa i la cervesa. S'han descobert llevats de panificació en un atuell del període predinàstic antic (ca. 4000 - 3500 aC). Alguns dels llevats s'empraven en l'elaboració de la cervesa, com en Hieracòmpolis, fet que es coneix per l'anàlisi química realitzat en els residus oposats en els atuells de fermentació que daten d'aquesta mateixa data.
Altres gots similars s'han trobat a Egipte i s'ha datat que procedeixen de la cultura Amratiense (sobre 3800-3500 aC). També s'han trobat llevats en una tomba de Tebes que recorden a l'actual Saccharomyces spp. (llevat emprat en els processos de fermentació del pa en l'actualitat) i que s'han denominat Saccharomyces winlocki, datades al voltant de la dinastia XI (2135-2000 aC). Ceps de S. winlocki s'han trobat en àmfores que contenien cervesa en la tomba de la reina Meryet-Amun de la dinastia vuitena. S'han trobat pans en la tomba de Mentuhotep II. L'arqueòleg Zahi Hawass va trobar en les excavacions realitzades prop de la Gran Esfinx de Guiza les restes d'una fleca amb la seva instrumental. Zahi va poder comprovar d'una banda que els agricultors de l'Alt Egipte avui dia continuen elaborant pa d'una forma molt similar i per una altra en què aquesta antiga fleca podria abastir de pa a gairebé vint mil treballadors.

### Tipus de pa egipci
Les formes del pa que es poden veure a les tombes indiquen una gran varietat: cònics, en forma de barra, cúbics, en forma de piràmide, d'animals (ocells i peixos). Una de les proves sobre el coneixement dels aliments fermentats per part dels egipcis és el fet que ja apareix a l'estela de Hammurabi, que esmenta explícitament el pa i la cervesa com aliments fermentats a partir d'ordi. D'ordi era el pa més habitual, encara que les classes altes se servien de pans de farines de blat.
L'ús d'ordi en la fermentació feia que el pa tingués un sabor característic, però els pans egipcis no eren pans «llevats», a causa del poc contingut de proteïna (gluten) de la massa elaborada amb aquest tipus de cereal. El refinament de la farina era escàs i es pensa que no era rar trobar restes de sorra del desert en la massa del pa, el que podria danyar l'esmalt de les dents. La sorra en la farina ha donat lloc a moltes malalties dentals en la humanitat fins a arribat el segle xviii.

## Grècia Clàssica

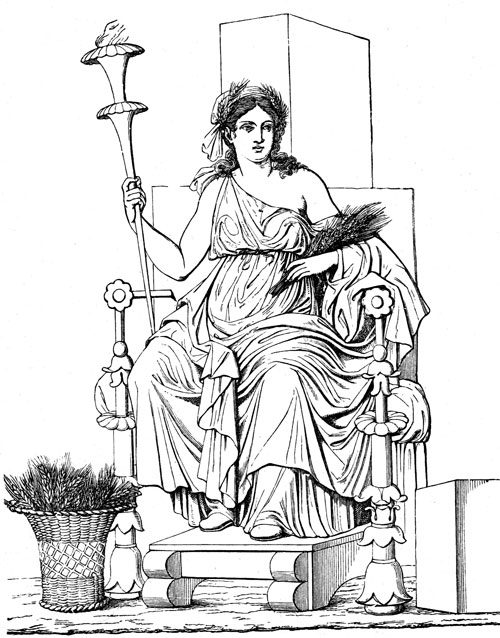
Segons el retòric atenès Isòcrates, els majors dons que Demèter donava als atenesos eren el gra, que feia a l'home diferent dels animals salvatges.

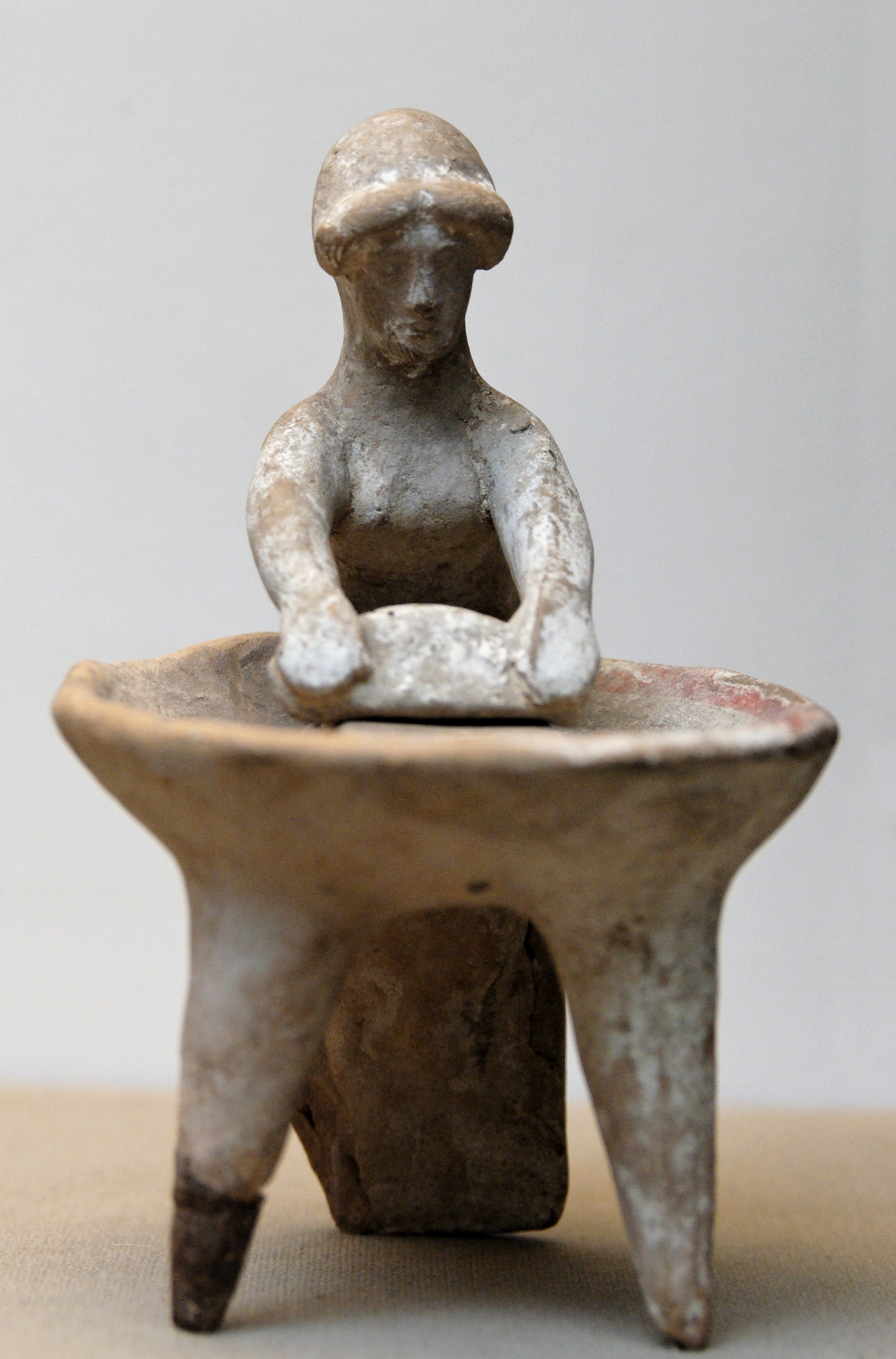
Dona molent blat, figureta de terracota datada en el 450 aC.

No es feia créixer blat a l'antiga Grècia fins a gairebé 400 aC, encara que certament potser van existir pans elaborats amb ordi (Hordeum vulgare) després de l'arribada del blat; això fa sospitar que l'ordi fos al començament més popular. És possible que s'importés blat des d'Egipte, des de Sicília o des d'altres llocs per a cobrir la demanda de les metròpolis. L'aparició de Soló va fer de Grècia una democràcia agrícola capaç de fer un culte a Demèter (que significa d'alguna forma: elaboració del pa) a Eleusis. Els grecs no van fer grans avanços en agricultura i això va fer que la necessitat de cereals es cobrís obrint rutes comercials amb altres països. La importància del pa en la cultura grega pot notar-se que existien rituals de sacrifici denominats psadista, en els quals s'oferien als déus els tres aliments bàsics: pa, oli i vi. L'escriptor del segle ii Ateneu de Naucratis esmenta en les seves obres gairebé 72 formes distintes de fer pa, la qual cosa ens dona una mostra de l'habilitat a la qual havia arribat la cultura hel·lenística. De la mateixa forma, Aristòfanes, Antífanes i Plató esmenten a un forner denominat Theanos. El poeta grec Arquestratos de Gela esmenta en el seu llibre Hedypatheia («vida de luxúria») un pa de sègol elaborat a Lesbos amb el qual, segons conta la llegenda, s'alimentava a Hermes.
Els grecs van prendre la idea dels egipcis d'emprar forns de preescalfament en forma de cúpulas i oberts frontalment per a introduir les porcions de pa dintre d'ell. En aquests forns preparaven un pa que denominaven maça, que era elaborat amb ordi. Altres pans com l'artos només es podien servir els dies assenyalats de festa. Ja en aquesta època el maça era més associat amb menjar de gent humil.
Per regla general el maça era un pa pla que s'acompanyava d'altres ingredients (denominats opson). D'aquests, el més habitual era peix (aquest pa s'ha convertit avui dia en la popular piada, que pot trobar-se en la regió de l'Emília-Romanya). El processament dels cereals fins a convertir-los en farina era una labor manual, generalment realitzada per esclaus o dones, en una espècie de pedres rodones denominades queixals.
Altres pans grecs que apareixen en la seva literatura clàssica van ser el keibanitos, esmentat per Aristòfanes); el boletus, que, com el seu propi nom romà indica, tenia forma de bolet (decorat amb negres llavors de rosella); el streptice, amb forma de barra; el blosmilos, amb forma quadrada; el daraton, que consistia en un pa no fermentat; l'almogeaus, amb forma rústica; el phaios, molt comú; syncomiste, un pa negre elaborat amb sègol; el chondrite, elaborat de blat espelta; el semidalite, elaborat amb farina blanca de blat. Molts d'ells es deuen al gastrònom grec Crisip de Tiana, que va escriure un tractat sobre l'elaboració del pa denominat Artokopikos. En una de les receptes de pa, descriu el plakon com una barreja de farina de sègol amb formatge i mel i que pot ser considerat com la primera recepta d'un pastís. Altres pans coneguts eren: el mulloi de Siracusa, elaborat amb farina de blat i llavors de sèsam amb forma de genitals femenins, que era una ofrena de Demèter i la seva filla Perséfone durant el festival de les Tesmoforias; el kiribanes, que posseïa la forma del pit d'Afrodita, i l'empetas, que es feia amb forma de sabata i que s'emplenava amb formatge fos (plakos).
Els pans elaborats pels grecs de vegades s'enriquien amb altres ingredients, com les nous o la mel, que li proporcionaven a més un sabor dolç. Aquest tipus de preparacions ha donat lloc als moderns pastissos, que derivarien en el període romà en els pans dolços que denominaven placenta (molt similar a un pastís de formatge). En un museu de Suïssa, es conserva un dels pans més antics que daten d'aquesta època i que es coneix com a coca de Corcelles, aproximadament de l'any 2800 aC.
El pa és introduït a la península ibèrica pels celtibers en el segle iii aC, pel que pot dir-se que ja es coneixia quan van arribar els romans a la península. Els etruscs preparaven el puls que era una espècie de papilla elaborada amb mill i ordi (aliment anterior al pa i que els romans van denominar pulmentum).

## Imperi Romà

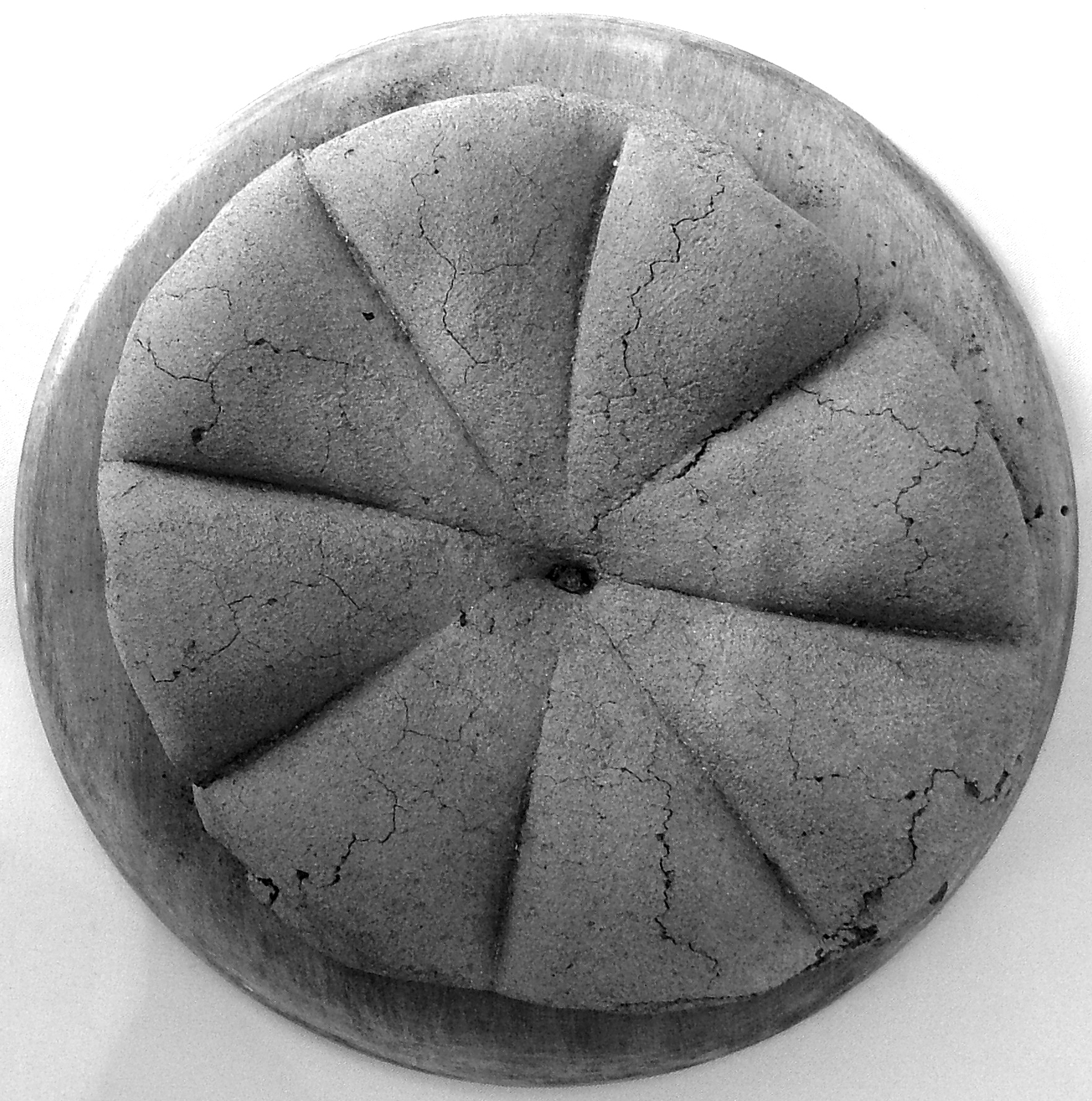
Pa trobat a Pompeia sota les cendres del volcà del mont Vesuvi

A pesar dels enllaços tant culturals com comercials entre la cultura grega i la romana, es pot dir que els romans no van començar a tenir interès per l'elaboració del pa fins al VIII o VII aC i que el pa es feia en les cases de les famílies, sent predominant la influència del maça grec. Durant segles va estar prohibit l'ocupació de pa en els oferiments de sacrifici de la religió romana, a causa de la creença que la fermentació 'impurificava' aquest aliment. Cató va recomanar per primera vegada com pa d'oferiment el libum (una espècie de pastís amb formatge i ou dur). En els començaments, l'operació d'elaborar el pa estava en mans d'esclaus, que feien les tasques de molta i pastat. Ja en el segle ii aC havia diversos forners (denominats pistors) d'origen grec a Roma. Els forners grecs van tenir gran influència en la Gàl·lia i aviat van començar a fermentar el pa amb els agents de la cervesa (igual que van fer prèviament els egipcis); a aquest ferment el denominaven spuma concreta. Entre els cereals que més empraven estava el blat, encara que convé dir que sentien repulsió cap a la civada (pensaven que només era apropiada per a alimentació animal,) fet que va afectar la culinària europea fins a l'edat mitjana. Plini el Vell cita que, en les èpoques de carestia, en algunes poblacions Hispanes la gent emprava com substitut del pa una massa elaborada amb avellanes.

### Cèsar August
Prop del 30 aC, durant el regnat d'August, ja es podien contar prop de 328 fleques a Roma. Totes elles tenien una forma legal denominada collegium (formant una espècie d'associació professional) i estaven regides per lleis draconianes que no permetien llibertat en l'execució de la feina de casa de panificació, amb l'objecte de preservar el seu coneixement (ars pistorica). Alguns forners d'aquesta època van tenir fins i tot un monument, com és el cas del forner Marco Virgili Eurysaces (avui dia denominada Tomba del Forner). La professió de forner era molt considerada durant el període de l'Imperi romà, ja que sostenia el proveïment d'un aliment bàsic a la població creixent que a poc a poc deixava de ser rural. La tomba del forner posseïx il·lustracions que permeten veure dos aspectes de la producció de pa: que apareix ja un cert grau de mecanicisme en l'elaboració del pa (els molins són empesos per cavalls), i que els elaboradors i clients de la fleca són tots homes. Els forners de vegades optaven a càrrecs de poder polític dintre de les ciutats, per això si es deia d'una persona que bonum panem fert (fa bon pa) era com dir que era apte per a representar al poble en el senat romà. Paquius Proculus que va pertànyer a corpus pistorum (gremi de forners) va arribar a ser alcalde de la ciutat de Pompeia.

### Panem et circenses
La demanda de pa al començament de mil·lenni en l'Imperi romà era tan alta que s'havia d'importar blat del nord d'Àfrica i Hispània per a poder satisfer la demanda interior. La conquesta de territoris estava forçada per la necessitat d'aportar blat a les poblacions d'imperi, d'aquesta forma s'inicia la conquesta d'Hispània entre el desembarcament romà a Empúries (218 aC) i la conclusió de la conquesta romana de la península Ibèrica per Cèsar August (17 aC).
Ja en el segle i el poeta Juvenal descriu en la seva Sàtira X (81) el costum dels emperadors romans de regalar blat i entrades per als jocs circenses (carreres de carros i altres) com forma de mantenir al poble distret de la política: a això es refereix la coneguda locució llatina, deguda a Juvenal: Panem et circenses. Juli Cèsar manava distribuir el blat gratuïtament o vendre'l molt barat als més pobres, sent uns dos-cents mil beneficiaris. Tres segles més tard, Aurelià continuaria el costum repartint a tres-centes mil persones dos pans gratuïts per dia.

### Tipus de pa romans
Se sap de la grandària i forma estàndard dels pans romans pels vestigis oposats a Pompeia entre les cendres del mont Vesuvi. En ells es pot veure que els pans eren rodons i tenien forma de flors amb vuit pètals. Algunes de les denominacions han arribat actualment, com és el cas del siligineus elaborat de fina farina i molt popular entre els patricis, l'ostearius servit amb ostres en els banquets, el pa picenum que contenia fruites seques i que es menjava remullat en llet endolcida en mel.
Els pastissos romans així com les galetes solien contenir formatge i mel com edulcorant i van adquirir el nom de placenta (potser per ser: placenda est o d'agradar al paladar), que derivaria en l'actual almojábana. La massa de la placenta va donar lloc a brioxeria com el scriblita, el spira i la spherita. El panis artopticius que s'elaborava clavat en un espet que es girava davant d'un foc. Tots ells amb les formes que suggerien els seus propis noms. Una de les preparacions més antigues és la mola salsa, que es preparava amb grans molts en les celebracions de sacrifici en les quals participaven les verges vestals.

### Panis militaris
Els romans distingien el pa per la seva funció: d'aquesta forma, denominaven panis militaris al pa especialment elaborat per als legionaris i que es preparava amb la intenció que durés i fos capaç de mantenir l'autonomia dels soldats romans. A aquest efecte es van construir forns i fleques exclusivament militars. En molts casos la distribució d'aliments es feia en forma de grans de cereal que ells mateixos processaven; d'aquesta forma evitaven menjar pa ranci o en mal estat (els cereals en 'gra' posseïxen una major vida i menor pes que el pa). A aquest aliment se li afegia sal, formatge i herbes aromàtiques (en alguns casos bacó).
Els soldats romans solien moldre el seu propi gra i coure'l en forns provisionals en forma de pa pla: un precursor de la focaccia. En alguns casos els soldats quan es trobaven en campanya elaboraven la massa ràpidament i la coïen en poc temps entre unes brases cremant (panis subcineraria). L'imperi romà va fer que la millora dels molins i dels processos de molta fora una millora evident sota el seu període, tant és així que en l'actualitat es denomina com "forn romà" al forn d'escalfament directe. Malgrat tot, els molins de les ciutats romanes treballaven constantment per a oferir farina a la demanda creixent; Plini el Vell en el seu Naturalis Historia (XXXVI, 30) al parlar dels molins romans diu: "en cap país hi ha molins iguals que els romans". Un exemple de tals molins pot trobar-se en Barbegal, en la localitat de Fontvieille, i es considera una de les construccions mecàniques més complexes de l'antiguitat.

### Pa negre i pa blanc
En l'època de l'adveniment dels cristians, el pa elaborat amb ordi era considerat un pa d'aliment d'esclaus i de sacrificis religiosos. Els mateixos cristians el van emprar posteriorment en la celebració de l'Eucaristia. Un exemple l'oferix la història de sant Pàtrocle de Bourges, que va sobreviure al seu turment gràcies a un pa d'ordi remullat en una salmorra. Es tracta d'un exemple de l'adveniment d'un plat recurrent en la cuina medieval que és la suppa, pa en molles abocat sobre un brou o líquid.
L'historiador de l'església Gregori de Tours (segle vi) descriu en un dels seus llibres com uns joves llauradors al llevar-se preparen com desdejuni un pa de sègol en el remull aquós d'un vi dolent. Joana d'Arc era coneguda per agradar-li aquestes suppas remullades en vi. En els banquets romans i de l'edat mitjana existia la figura del trencher, que era una persona amb ganivet i trinxador (primitiva forquilla), que s'encarregava de servir el pa i la carn a un o dos "companys" (la paraula té la seva etimologia en cum panis, és a dir, «amb pa»). Menjar pa blanc era considerat a Europa un signe de prestigi i de rang social elevat; el pa negre (elaborat amb sègol) era considerat tot el contrari: un aliment de gent humil.

### Els visigots
Els visigots apareixen en algunes regions després de la progressiva caiguda de l'Imperi Romà d'Occident i també ells feien diversos tipus de pa, entre els esmentats està el cibarius que era un pa elaborat toscament i que proporcionava l'aliment de serfs i esclaus, el fermentacius que s'elaborava amb llevat, l'azymus igual que l'anterior però sense llevat, l'acrozymus lleugerament fermentat, el siligineus similar al pa candeal, rubidus dues vegades cuit, subcineritius elaborat entre les cendres dels focs, el clibanicius que s'elaborava en motlles d'argila i el spongis que contenia un excés d'aigua entre la seva massa.

## Edat mitjana europea

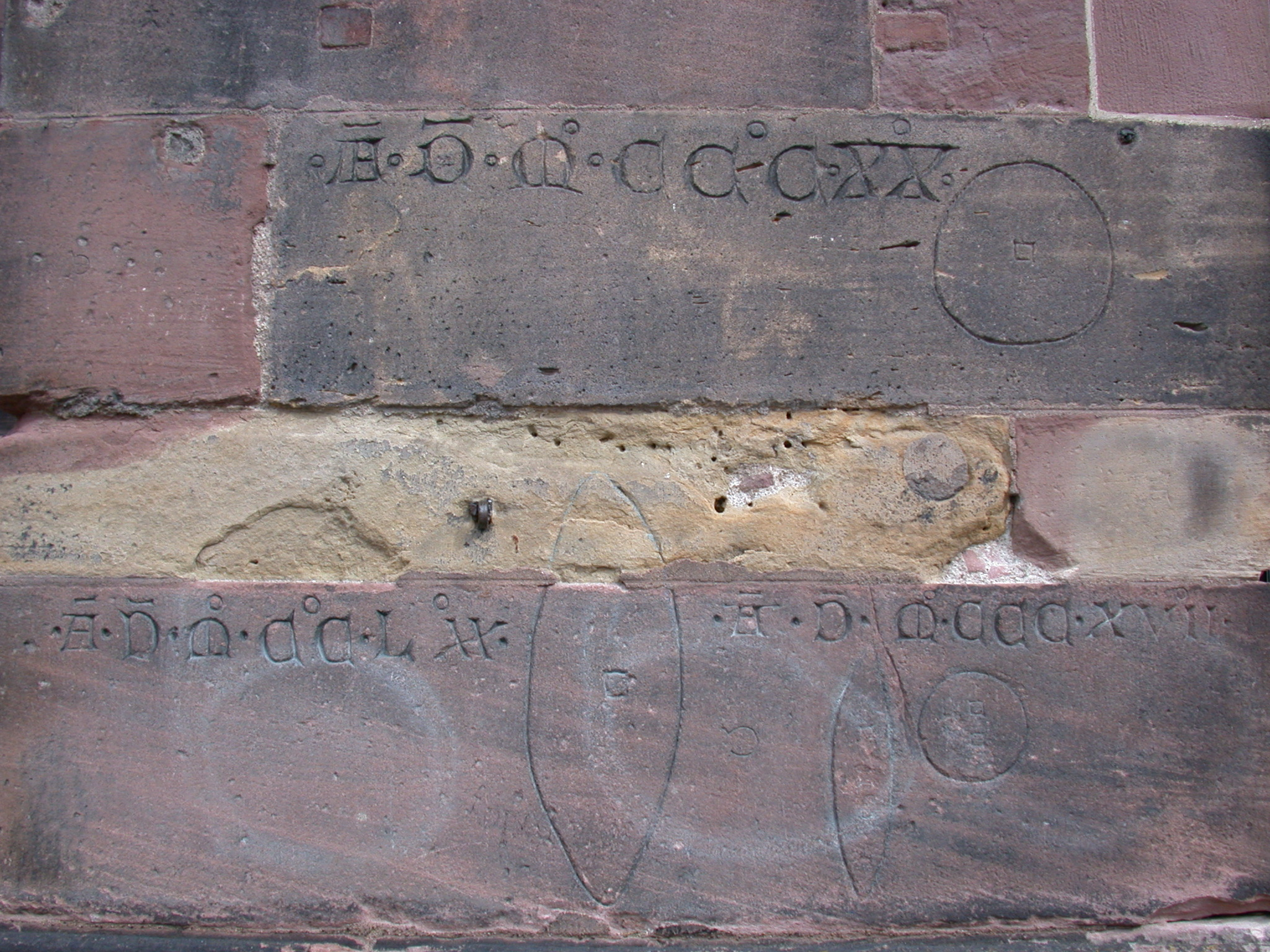
Marques de pa d'origen medieval sobre les parets de la catedral de Friburg a Alemanya, que indiquen la necessitat de reglamentar la venda del pa.

Durant l'Edat Mitjana el cereal més popular es pot dir que va ser de nou el sègol i no obstant això era considerat un aliment de gent humil. Quan el subministrament de sègol es tallava, s'empraven altres cereals com la civada (i fins i tot llegums). Cal pensar que el cereal no tenia com finalitat última l'elaboració del pa, car la producció de cervesa es duia igualment part del consum en l'època medieval. En aquest període es va oblidar l'elaboració de pans llevats en algunes parts d'Europa i amb això la distinció entre els pans «llevats» i «no-llevats», però, a pesar d'això, els normands reintroduiren l'ús del llevat l'any 1191. L'elaboració del pa fora de la unitat familiar es va convertir en una tasca comunal amb l'objecte d'evitar tasques repetides en la societat, és per aquesta raó per la qual possiblement al principi havia persones especialitzades a moldre el gra (moliner), a fer la massa i a introduir en forns comunals el pa, forns que estaven sota el domini dels senyors del lloc. Altres pobles del nord d'Europa elaboraven pans plans no llevats, com el lefse dels vikings, que avui dia resulta molt popular en els països escandinaus.
Durant l'edat mitjana (a partir del segle VI) s'estableix a les grans ciutats europees la professió de forner, de manera que no resulta estrany trobar en aquesta època diversos forners als barris de les ciutats més poblades. En les ciutats medievals es prohibeix treballar de nit, però els forners estan exempts d'aquesta llei. Carlemagne cuida que el nombre de forners romangui constant en les ciutats del seu imperi i fa vigilar la higiene dels seus establiments. Durant l'època medieval, les fleques van incorporant a poc a poc els forns de llenya en què preparen el pa. Al començament eren instal·lacions allunyades de les zones habitades (generalment prop d'un riu), a causa del perill d'incendi que suposaven, degut en part que l'arquitectura medieval emprava molta fusta. El forn era mantingut econòmicament per un senyor, o bé per una comunitat religiosa, i generalment donava servei a diversos forners de la zona. El forner havia de transportar les masses de pa «anada i tornada» al seu establiment. Per regla general, havia una persona dedicada en exclusiva a una labor de forneig, una altra al manteniment funcional del forn així com d'alimentar-lo de combustible; totes aquestes labors eren exemptes del forner medieval. Per altra banda els privilegis que posseïen els forners feien que els aprenents haguessin de passar llargs períodes com a tals (s'estima que set anys), després dels quals rebien el títol de mestre (maître). Les labors de fleca eren molt dures i les jornades de treball eren llargues, els forners es trobaven sempre ocupats, en alguns casos la farina els feia sofrir catarros crònics o asma i és per aquesta raó per la qual a França se'ls denominava geindres (rondinaires).
Per a adquirir el pa, el client havia de lliurar prèviament la farina necessària per a fer-lo. La molta amb molí de vent no es va introduir a Europa fins després de les primeres croades i les seves millores van ser fent que la disponibilitat del pa fos major a poc a poc. Com a regla, si al forner se li proporcionaven cinc lliures de farina, ell havia de proporcionar al client set lliures de pa. Un forner podia donar pa a un client pobre que no tingués farina per a pagar-li, i el forner li demanava en la següent collita amb interès. De tots els treballadors, el forner era qui més préstecs donava a les persones de la comunitat. La importància del pa es reflecteix en l'aparició en la Carta Magna aprovada en 1215. De vegades es pot trobar en les parets exteriors de les esglésies (entorn de les quals se situaven de vegades els mercats populars) marques específiques que pretenien mostrar la grandària estàndard del pa, per a poder evitar fraus per part dels forners o els seus clients. En l'any 1039 apareix en alguns països d'Europa una malaltia denominada foc de Sant Antoni, provocada per incloure en la farina de sègol el sègol banyut (Claviceps purpurea), que provocaven al·lucinacions i desvaris, el que va protagonitzar una de les primeres intoxicacions alimentàries documentades. En la localitat anglesa de Bury St Edmunds (Suffolk) en 1191 s'estableix el primer molí de vent. La millora de la construcció de les cases i establiments comercials anava fent a poc a poc possible la idea d'incorporar el forn als establiments de fleca. Felip II de França (1180 - 1223) decideix que les lleis imposades per Carlemagne sobre la conducta i reglamentació dels forners és obsoleta i permet incorporar els forns de llenya a les fleques de França. Un decret de Carlos VI esmenta que ha d'haver una separació entre les parets de les cases adjacents a un establiment de fleca, aquest espai al que es denomina tour du xat. A mesura que la població en el nord d'Europa anava creixent, es va fer necessari augmentar les exportacions de cereal des dels països bàltics i això va fer que s'establís una xarxa de comerç marítim que connectés diverses poblacions europees com Londres, Boston (Lincolnshire), Bruges, Anvers, algunes urbs del Mediterrani, però sobretot la ciutat d'Amsterdam (denominada fins al segle xvi «el graner d'Europa»). Una altra de les ciutats que va connectar l'Est amb l'Oest d'Europa era Hamburg. Tots aquests centres comercials comerciaven amb sègol i blat. No obstant això, en certs països com Anglaterra es van crear lligues comercials per separat per als pans de sègol i de blat, fins que en 1569 la reina Isabel I les va unificar en una única lliga, anomenada Worshipful Company of Bakers. Resulta curiós que la salutació secreta en la Jacquerie era «li pain es lève» (el pa es lleva).
En el període mossàrab, a Espanya es conreava blat i es pot dir que era l'aliment base dels hispans d'aquell període. Per regla general cada ciutadà es pastava el pa, li posava una marca característica i el portava als forns públics. Els gremis de forners existeixen des del segle xii i se sap que un dels primers es localitzava a Barcelona. Les primeres lleis que regulen la panificació apareixen a Espanya en el segle xiv. Apareixen ja descripcions, per autors andalusíes de l'època, de molins de vent en la geografia espanyola.
La llei imposada al segle xiii a Anglaterra per Enric III denominada assisa panis et cervisiæ es va promulgar amb l'objecte de regular els preus del pa i de la cervesa, impedir els fraus alimentaris i evitar les fams que assolaven periòdicament el seu regnat. Aquesta llei és la primera que s'establix a Europa amb l'objecte de regular la composició d'un aliment i va tenir vigència entre els anys 1266 i 1671. Per tal d'evitar les dures penes imposades als forners, aquests decideixen incloure, en la dotzena de pans que distribueixen de forma habitual, una barra de pa més (tretze en total) com símbol de bona fe i així s'acaba instaurant la famosa expressió: dotzena del forner. A mesura que les poblacions s'anaven establint com a nuclis urbans, els nobles es preocupaven per posar reglaments i lleis per a prevenir tant el poder dels forners com una subsegüent escalada de preus i l'adulteració del pa.
En l'Amèrica precolombina, entre els cereals més consumits estava el blat de moro, que formava part de diversos aliments similars al pa: truites, tamals, etc. El blat de moro ja era sotmès a certs processos de caràcter mil·lenari abans de l'arribada dels colonitzadors europeus, com pot ser la nixtamalització (cuinat alcalí). Cristòfor Colom esmenta per primera vegada el blat de moro el 5 de novembre de 1492 en el seu diari de navegació. Altres cereals existents en l'època precolombina són la batata (Ipomoea batatas), el kiwicha (Amaranthus caudatus) i la quínoa. A l'arribada dels colonitzadors espanyols a terres d'Amèrica del Sud, apareix un nou cereal que portaven els soldats en els seus bagatges: el blat i el sègol. Se sap amb alguna certesa que, durant la colonització inicial, es va intentar plantar en aquestes noves terres els cereals portats del vell continent, així com les infraestructures (principalment molins) per a l'elaboració de la farina. Al principi els colons s'oblidaven de transportar grans quantitats de cereal al nou continent, el que va fer que inicialment haguessin d'alimentar-se de blat de moro. Aviat es va propagar el consum de pa de blat i sègol entre els indígenes, i amb això, el comerç de cereals, a causa del creixement de la demanda interior. Cal dir que els preus es regulaven en els virregnats a través de monopolis. El blat de moro va fer un viatge similar al blat i l'ordi, però en sentit invers: va viatjar a Europa i Àsia (principalment gràcies al comerç portuguès a la Xina) per a barrejar-se amb la farina de blat, donant lloc posteriorment a diversos pans tradicionals, com la boroña asturiana, un porridge de blat de moro a Itàlia denominat polenta, l'egipci aish merahrah, l'indi makai no rotlo o el romanès mamaliga.
La colonització d'Amèrica del Nord va portar també a un mestissatge alimentari entre les cultures europees que s'assentaven en les noves terres, i la cultura dels indígenes que allí vivien; igual que al sud, el cereal més abundant allí era el blat de moro. La culinària dels indis nadius ja incloïa un tipus de pa fregit molt habitual entre les tribus del sud-oest, com els navahos, que preparen aquest tipus de pa encara en l'actualitat. Els colons europeus que van anar a Amèrica del Nord van introduir un sistema de mesura d'unitats de volum mantingut avui dia en els llibres de recepta de fleca i rebosteria americans, que està fonamentat en copes (cups) i cullerades. Van néixer durant els primers anys mites entre els indis que van ajudar els primers colons a sobreviure en les estranyes terres, entre ells es troba Squanto. Igual que en el sud, els colons van canviar la demanda i aviat es començaria a plantar blat en aquells camps.

## Renaixement

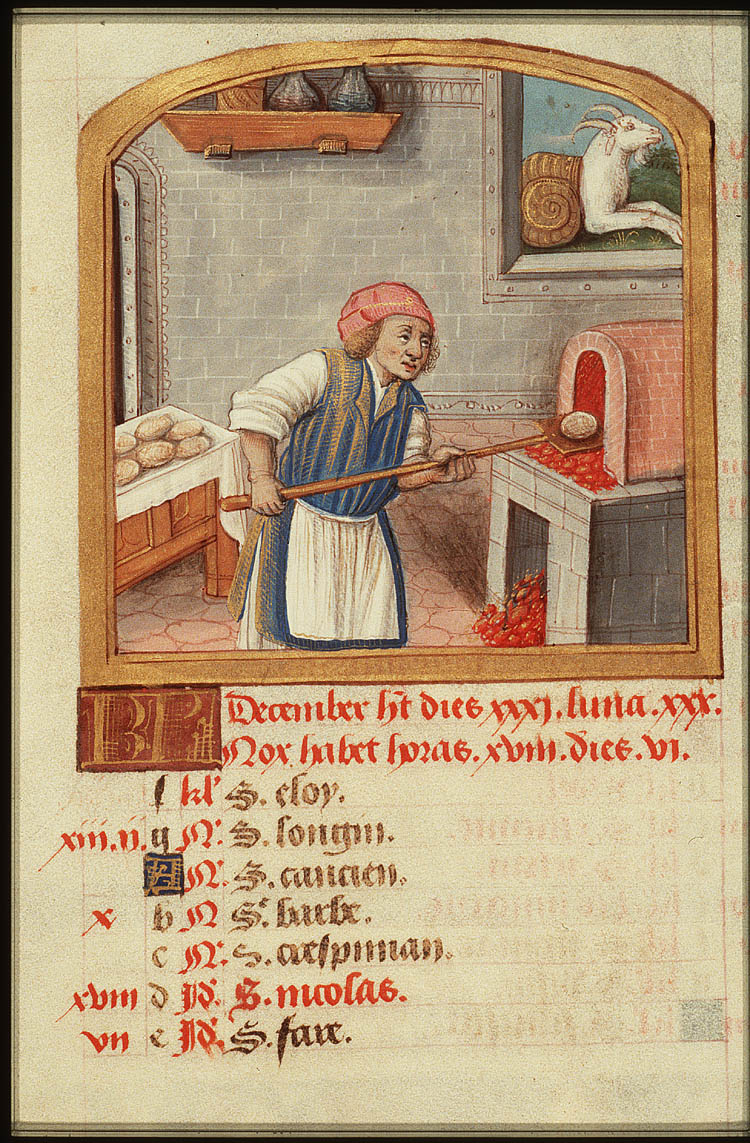
Forner elaborant pa en una il·luminació medieval

Durant el Renaixement, els cuiners italians van ser famosos a Europa per la seva habilitat en el forneig i cocció del pa i per aquesta raó les famílies nobles angleses i franceses solien contractar-los com cuiners particulars a les seves cases. Els nous productes del pa que van introduir els van denominar biscuits (bescuit, literalment: "dues vegades cuinat"). El primer pastís amb la massa esponjosa introduït a Anglaterra es deu a una recepta de cuina de Gervase Markham l'any 1615. El primer tractat sobre l'elaboració del pa en francès es deu al químic Paul-Jacques Malouin, que va escriure una obra titulada: Description et détails des arts du meunier, du vermicellier et du boulenger, avec une histoire abrégée de la boulengerie et un dictionnaire de ces arts (1775), gairebé al mateix temps que Parmentier començava a popularitzar la patata (o papa, tal com es denomina a Hispanoamèrica) a Europa com aliment. En algun moment es va començar a pensar en aquest nou aliment com un substitut del pa. Resulta curiós que el mateix Parmentier, juntament amb Cadet de Vaux, obrís el 8 de juny de 1780 una de les primeres escoles de fleca (en la Rue de la Gran Truanderie), a la inauguració de la qual va assistir Benjamin Franklin com ambaixador americà a França. En l'escola s'experimentava amb noves formes de fer pa i entre les novetats es trobava la 'farina de patata'. L'escola va ser tancada posteriorment per la Convenció Nacional. És el mateix Parmentier que suggereix que els molins han de ser considerats com un 'instrument de guerra' en propietat d'una nació (el ministre comte Muy va prendre bon compte d'aquesta afirmació). De la mateixa forma Parmentier (un dels primers nutricionistes) arriba a afirmar que: "la salut d'una nació pot amidar-se per la qualitat de la farina". És en el segle xviii quan els forns de fleca adquireixen la tecnologia que els fa més productius, amb la possibilitat de poder controlar la humitat durant el seu forneig i permetent la producció en sèrie així com un netejat eficient entre càrregues i majors grandàries.
Napoleó Bonaparte durant les successives guerres que va mantenir, va dedicar especial atenció a la logística de les seves tropes, sabia que era d'alguna forma tan important com els projectils i per això, va fer un cos especial de forners (sappeurs blancs o enginyers forners). Aquesta moda es va instaurar també entre les tropes combatents, fins al punt que els exèrcits prussians també van començar a tenir forners, igual que els russos. Els soldats francesos menjaven un pa cuinat dues vegades que tenia la capacitat de durar més temps: el pa biscocti (panis dipyrus). La carestia de pa va ser una de les causes de la desastrosa invasió napoleònica de Rússia a causa d'una fallada d'aprovisionament de les tropes a causa de l'hivern, fet que va provocar que Napoleó no pogués entrar a Moscou.
El creixent ús de mantegues i sucre des del segle xv en l'elaboració de les masses forneres, a més del creixent ús de la xocolata provinent de les colònies del nou món, fa que a poc a poc es vagi fent una clara distinció entre l'elaboració tradicional del pa i la rebosteria (que empra masses dolces no només de farina). Ja en el segle xvi es comença a distingir a França entre forners i reposters de professió. D'aquesta forma es tenen els Gugelhüpfe d'Alsàcia, els panettone d'Itàlia i el Christstollen d'Alemanya. Apareixen noves formes de pa com la baguet, la forma de la qual, segons es conta, es deu a una ordre de Napoleó perquè els soldats francesos poguessin transportar el pa en els seus pantalons. Molts autors neguen aquesta història i sostenen que l'aparició de la baguette va ser posterior, assenyalant el segle xx. Un altre pa que ha originat una disputa entre diversos historiadors és el bagel, del qual se sap que podria tenir un origen jueu asquenazita i haver aparegut per primera vegada a Polònia en algun moment del segle xvii. El croissant apareix com una massa especial en el setge dels turcs a la ciutat de Budapest l'any 1686. Es conta que per a arribar al centre de la ciutat els turcs van cavar túnels durant tota la nit, i perquè no es notés el soroll, els forners de la ciutat (aliats amb els turcs) van treballar intensament aquesta nit per a fer callar els sorolls de les excavacions i que d'aquesta forma no poguessin saltar les alarmes. Després de la victòria i capitulació de la ciutat, es va permetre als forners elaborar una massa amb la lluna creixent tal com apareix a la bandera de Turquia (emblema de l'Imperi Otomà) en signe d'agraïment. El gran incendi que va arrasar la ciutat de Londres el 2 de setembre de 1666 es va iniciar en una fleca. Noves formes de pa apareixen a Europa, la patata s'incorpora a la farina del pa i s'elabora el pa de patata en el nord d'Europa.
El preu del pa ha estat sempre vigilat d'una forma o altra per les autoritats de cada regió. En 1594 els forners francesos estaven obligats a marcar cada barra de pa a fi d'identificar els fraus, costum que es va estendre des del regnat de Dagobert de Merovíngia fins ben entrat el segle xx. Un impost que regiria sobre la sal, conegut com la gabelle, feia que els forners francesos economitzessin l'ús d'aquest condiment. Així, s'esmenta que els pans luxosos de l'aristocràcia estaven amb freqüència salats. En època de la Revolució francesa, el preu de la sal es va rebaixar de 14 a 1 sous i això va fer que el pa distribuït al públic en general fos salat. L'Encyclopédie de Diderot dedica un capítol a la fleca artesanal del segle xviii. És en aquesta època quan apareixen mètodes refinats de forneig que donen lloc a les pastes fullades i a les masses choux, i els llibres de receptes contenen receptes per a elaborar pans, pastissos i galetes.
A pesar de les múltiples versions sobre la invenció, i de ser reclamada en moltes cultures com pròpia, al sandvitx se li va atorgar aquest nom en honor d'un aristòcrata anglès anomenat John Montagu, 4t Comte de Sandwich, que va acabar donant nom a una de les aplicacions més populars del pa, a causa del fet que, al voltant de l'any 1765, li agradava menjar d'aquesta forma perquè així podia apostar en els jocs de cartes sense embrutar-se els dits. No va ser fins a l'any 1840 en el qual el sandvitx va entrar a formar part de la gastronomia dels Estats Units, quan la cuinera Elizabeth Leslie va descriure en el seu llibre de cuina per primera vegada la recepta d'un sandvitx. Per aquesta data el pa ja formava part de l'elaboració de salses quan Carème les va descriure en la seva obra compendi titulada L'art de la cuisine française au XIXe siècle.
A Itàlia, a la fi del segle xvii, apareix per primera vegada un aliment nou a Nàpols en el qual s'empra una antiga variant de pa pla denominada focaccia, a la qual se li aplica una salsa de tomàquet (el tomàquet era un aliment nou a Europa) i que s'acaba denominant pizza (vegeu història de la pizza). No va ser fins a l'any 1830 quan la pizza va començar a ser venuda en establiments a l'aire lliure, així com per venedors rondaires. L'antiga pizzería Port'Alba és potser la primera pizzeria del món (vigent en l'actualitat). En 1792, John Pearson de Newburyport (Massachusetts) elabora per primera vegada un pa pla en forma de cracker, que elabora amb farina i aigua i que denomina «pa pilot», té un èxit tremend entre els mariners a causa de la gran durada que posseeix, és per aquesta raó per la qual es coneix també com hardtack o sigui biscuit (galeta marina).
El món científic comença a donar explicació a certs fenòmens relacionats amb el pa. D'aquesta forma, Anton van Leeuwenhoek descobreix per primera vegada al microscopi que els llevats del pa i de la cervesa són organismes vius. Louis Pasteur explica per primera vegada els fenòmens de la fermentació alcohòlica tancant un debat entre els quals sostenien que era un procés vital i els quals ho entenien com un procés químic inorgànic. La indústria fornera canviarà a partir d'aquí, ja que, a l'entendre's els mecanismes de «llevat» del pa, aviat apareixeran noves invencions que permetin llevar-lo sense la necessitat de llevats orgànics.

## La revolució industrial

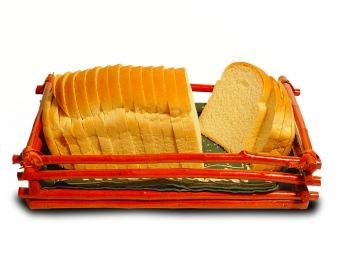
Pa de tipus industrial tallat a llesques

Ja en el segle xviii es va començar a buscar noves formes de «llevar» el pa. La cuinera Amelia Simmons va publicar l'any 1796 el seu llibre American cookery, on descriu receptes que empren carbonat de potassi (potassa), que, en ser alcalí i reaccionar amb els components àcids de la massa, produïx un gas denominat diòxid de carboni. Aquesta emanació és un fenomen molt similar a l'observat amb els llevats. D'aquesta forma, la potassa seria la substància precursora del llevat químic, que posteriorment es desenvoluparia en el període que va des dels anys 1830 als 1850. El descobriment del llevat químic donarà lloc a una nova forma d'elaborar masses i pans, com és el popular pa de soda a Irlanda, que s'elabora de forma tradicional en recipients denominats bastible. Per aquesta raó se sol denominar al pa de soda també com bastible cake, i se sol afegir a la massa sèrum de mantega, el que li dona una textura final característica. Una de les empreses encarregades de la labor de divulgar aquesta forma de llevar masses va aparèixer en 1835, i es dedicava a comercialitzar sobres amb un contingut d'insulsa; l'empresa es denominava Royal Baking Powder, i en 1929 es va fusionar amb altres empreses en un consorci denominat Standard Brands. Neix a Amèrica del Nord a la fi del segle xix el cornbread, elaborat amb farina de blat de moro llevada amb llevats químics.
La revolució industrial va portar diverses millores en els molins que van permetre incrementar la producció de pa, encara que també es van començar a adulterar les farines introduint blanquejants com l'alúmina i farciments elaborats a base de pols d'ossos d'animals. Aquest procés d'industrialització va fer que l'elaboració domèstica decaigués, sobretot en les àrees urbanes. Als Estats Units l'inventor Oliver Evans va desenvolupar màquines de vapor capaces de moldre grans quantitats de cereal en relativament poc temps. Malgrat tot aquesta esplendor, Viena es va anar convertint a la fi del segle xix en la ciutat europea que liderava la producció de pa i en l'Exposició Universal de Viena (1873) es van poder comprovar els avenços realitzats en temes de fleca. Gran part dels avenços en fleca provenien de les millores tecnològiques introduïdes pels moliners d'Hongria gràcies a l'esforç d'István Széchenyi. Aquests esforços van fer que l'any 1873 el governador de Minesota contractés a moliners hongaresos en les seves terres amb l'objecte d'aprendre la tècnica vienesa.
La població mundial en 1800 era de gairebé mil milions de persones, i cinquanta anys després va passar a mil tres-cents milions. La població no ha parat de créixer fins a arribar a la xifra de sis mil milions al començament del segle XXI. Aquest creixement continuat de la població obliga a la millora contínua de la producció de certs aliments, i entre ells es troba el pa en el món occidental. És per aquesta raó per la qual després de la revolució industrial es comença a emprar fertilitzants en els cultius de cereal, es proven millores en les espècies de cereal, i s'incorporen les màquines de vapor en els processos de panificació i de transport, així com en els de recol·lecció i trilla - trilladores, recol·lectores, tractors, etc. Aquests canvis van tenir un marcat efecte de creixement econòmic en economies emergents com la nord-americana, que van començar a rebre immigrants europeus en les seves terres, i amb això gran part de la tradició europea d'elaboració del pa es va acabar instal·lant en bona part d'Amèrica del Nord; d'aquesta forma neix la tradició fornera de ciutats com San Francisco (Califòrnia). A Anglaterra, la Cambra dels Comuns del Regne Unit va regular durant el període que va des de l'any 1815 fins a 1846 els productes que contenien certs cereals i se sotmetien a impostos específics sota la denominada Corn Laws (lleis dels cereals). Aquestes pràctiques van ser preses posteriorment com un exemple clar de mercantilisme estatal. AL passar dels anys, aquesta llei va ser finalment abolida per la Importation Act 1815 (55 Geo. 3 c. 26) donant un pas cap al lliure comerç. L'inventor francès Arago fa demostracions l'any 1850 per primera vegada d'una amassadora automàtica.
Als Estats Units la guerra de secessió fa que Abraham Lincoln encunyi una frase: «bread spells victory» («pa significa victòria»), a causa del fet que les poblacions del nord posseïxen el pa mentre que els estats confederats no poden menjar cotó. Finalment, la guerra civil donà lloc a una única nació. Després d'aquest període de guerra l'enginyer Cyrus McCormick (fill de l'inventor Robert Hall McCormick) millora i perfecciona la màquina recol·lectora i després d'això ambdós creen l'any 1902 la companyia International Harvester Co. Aquest invent fa que la recol·lecció dels cereals posseeixi una gran eficiència, el que permet que s'augmenti la producció de pa. Ha d'entendre's que fins fa un segle es recol·lectava el cereal amb falç i dalla. Aquestes màquines feien gairebé sis vegades el treball d'un home. L'invent dels McCormick no està exempt de polèmica, ja que l'inventor contemporani Obed Hussey reclama també haver estat l'inventor de la recol·lectora. A Europa, mentrestant, la tendència era una altra. Es buscava la millora de les condicions del sòl de cultiu mitjançant l'ocupació dels coneixements de química. D'aquesta forma va ajudar al seu estudi el químic alemany Justus von Liebig. Mentre Amèrica del Nord millorava la maquinària agrícola, Europa millorava les condicions del sòl cultivable, el que va propiciar el descobriment de l'ús de fertilitzants.
El creixent ús d'ingredients i additius en l'elaboració del pa comença a qüestionar-se entre els consumidors americans. Aquesta creixent preocupació fa que el reverend Sylvester Graham, l'any 1822, i en la localitat de Bound Brook, New Jersey, posi en circulació el denominat pa Graham com a part de la seva dieta basada en aliments sans. Influenciat per la idea de Graham, el metge nord-americà John Harvey Kellogg inventa, juntament amb el seu germà Will Keith Kellogg, els flocs de civada (corn flakes) per al desdejuni. Els dos germans funden en 1906 la seva pròpia companyia de cereals. A Europa, per contra, immersa en l'època victoriana, el pa blanc de farina de blat era considerat signe de qualitat: l'autora de més popularitat en aquella època, Mrs Beeton, ho afirma en diversos dels seus llibres. En 1876, Charles i Max Fleischmann -uns immigrants austrohongaresos als EUA- van aprofitar l'ocasió que els proporcionava l'Exposició Universal de Filadèlfia per a presentar al públic per primera vegada un llevat que no necessitava refrigeració i que s'activava ràpidament en presència d'aigua: la patent es denominava Active Dry Yeast® (llevat sec actiu) i en l'actualitat és emprada extensivament en fleca industrial i casolana.
A la fi del segle xix, es desenvolupa una sèrie d'invents que relacionen el pa amb una cultura gastronomia emergent: l'anomenada cultura del menjar ràpid. Aquests invents de la gastronomia nord-americana posteriorment s'internacionalitzarien en diverses variants. En 1885, el nord-americà Charlie Nagreen -un venedor a Seymour Fair- té la idea de posar unes mandonguilles entre dues rodanxes de pa cobertes de llavors de sèsam, inventant així l'hamburguesa (vegeu història de l'hamburguesa). Molts altres restaurants d'EEUU es disputen l'invent de l'hamburguesa. Una dècada abans, en 1870, prop de Coney Island, un immigrant alemany cridat Charles Feltman comença a posar les salsitxes de Frankfurt en un pa especial (una variant del brioix), el que dona lloc als primers entrepans de salsitxa de Frankfurt (hot dogs). El pa, a partir de començaments del segle xx, comença llavors a unir-se clarament a l'elaboració d'un tipus d'aliments i a una forma emergent d'alimentació que és demandada per una societat industrial i urbana: a aquest tipus d'alimentació se li denomina menjar ràpid i es caracteritza per l'absència d'un servei de taula, el que abarateix costos i millora les prestacions dels consumidors. D'aquesta forma apareixen els hot dogs, hamburgueses, entrepans, etc.
En 1850 Rússia és un dels principals abastadors de gra de blat d'Europa, així com Amèrica un dels majors productors. El blat va anar guanyant adeptes entre les nacions consumidores de cereals i això feia que les fleques dels segles xix i xx venguessin gran quantitat de pa blanc en detriment dels pans d'ordi o de civada. Durant la Primera Guerra Mundial els anglesos van bloquejar la importació de blat dels alemanys i d'aquesta forma aviat va haver una espècie de crisi de pa. Les victòries alemanyes en 1915 van fer que s'alleugés aquesta situació durant algun temps. La política neutral de Wilson als EUA va fer algunes aliances que forcessin de manera indirecta als alemanys a una derrota final a causa de la seva carestia de blat per a alimentar els homes del front. Ja finalitzada la guerra, en 1941 la Continental Baking Company fa un descobriment revolucionari en temes de molt del blat, permetent que es retingués més quantitat de vitamines en la farina en comparació dels processos anteriors. En 1924 el nord-americà W. B. Ward funda una empresa fornera denominada Ward Baking Company amb la visió d'elaborar pa sense que sigui manipulat per l'home. Tots els processos havien de ser automàtics, l'eslògan era: «des dels molins a la boca» (from mill to mouth).

## Època moderna

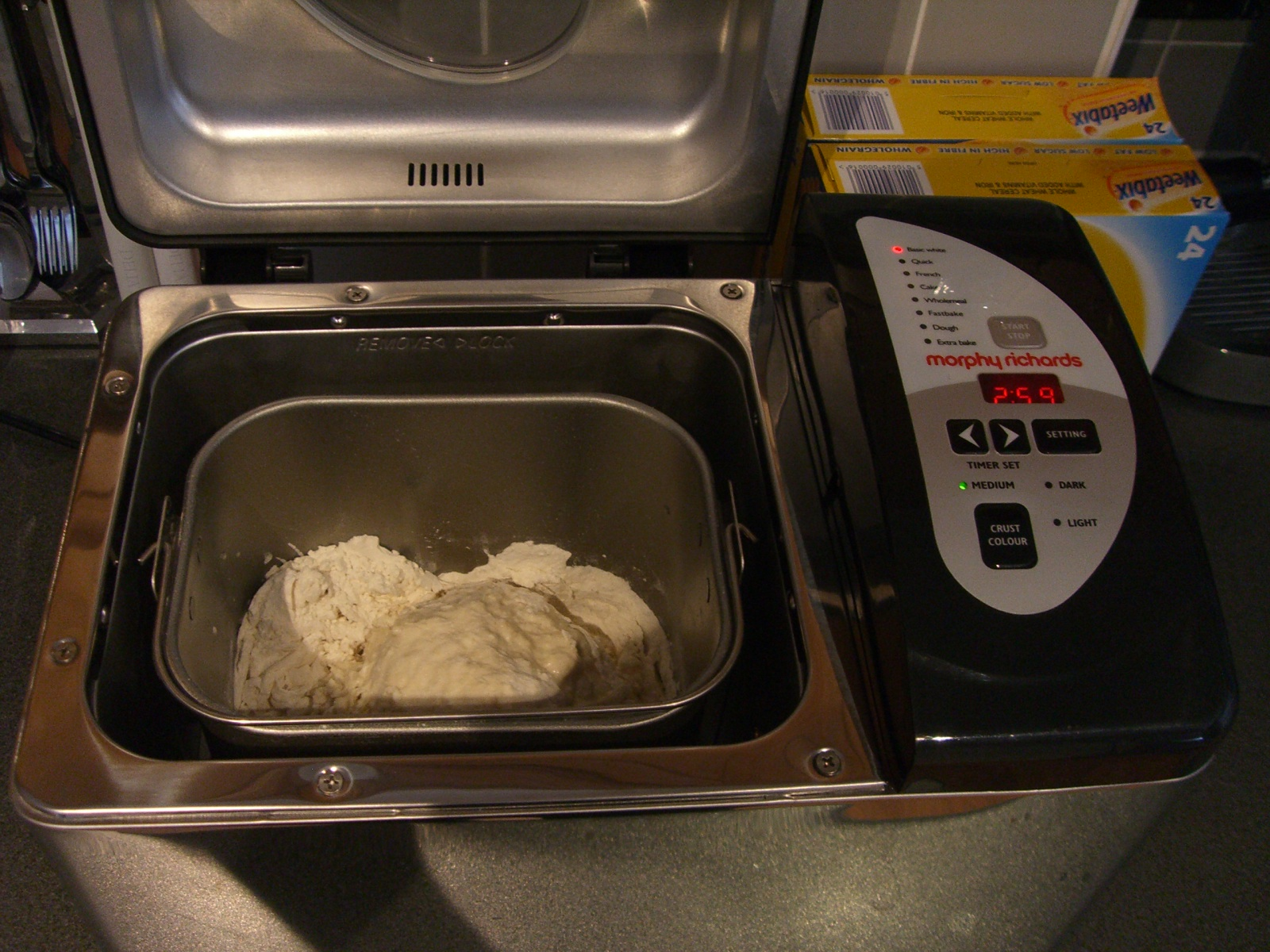
Pa elaborat a una moderna màquina panificadora casolana.

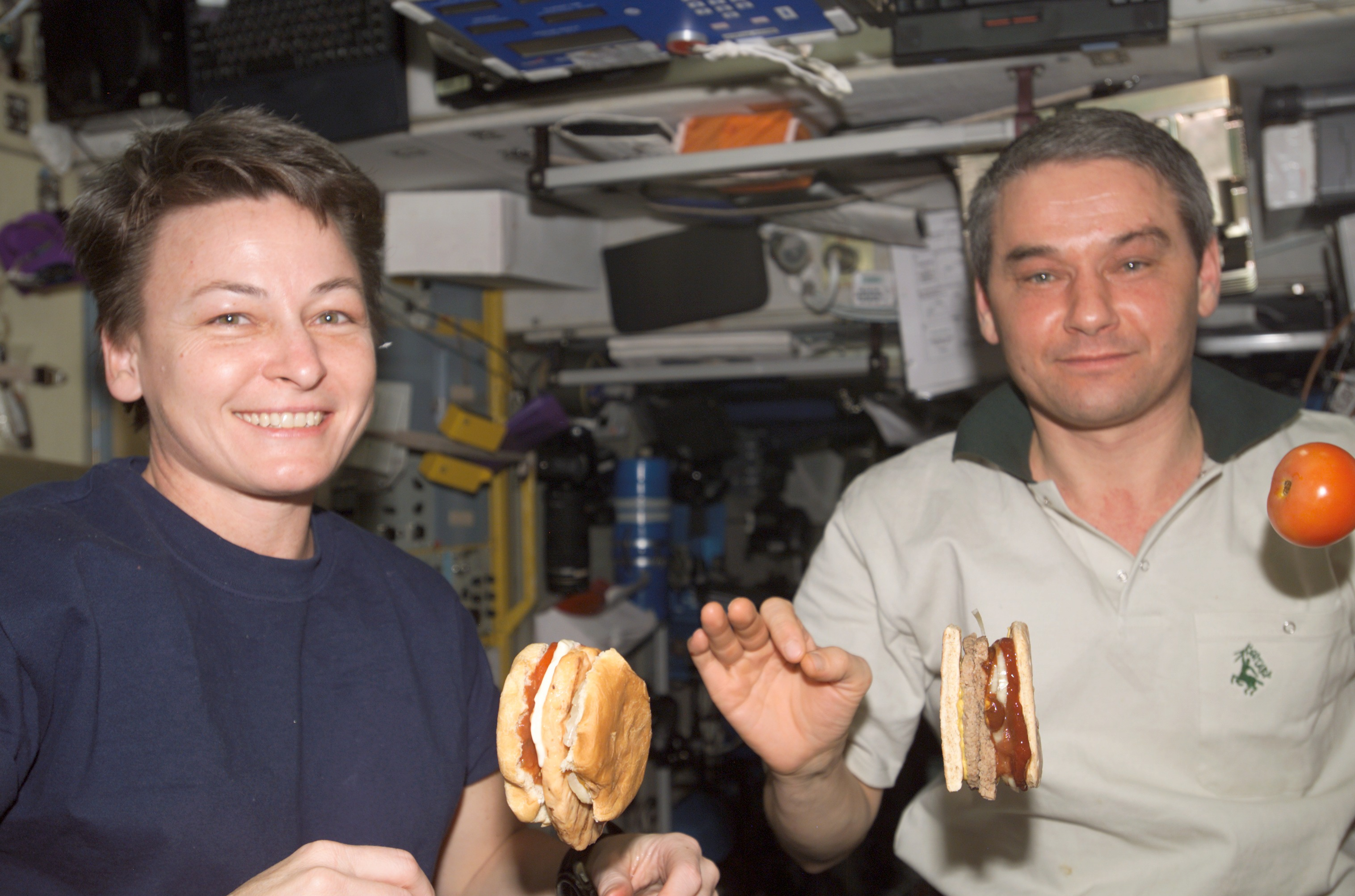
Astronautes menjant unes hamburgueses. El pa ha estat un dels aliments bàsics empleats a les missions espacials.

Els avenços científics portats a terme al llarg del segle xix fan que apareguin noves formes de pa, com el pa de Viena, que empra vapor d'aigua en les seves primeres fases de cocció al forn, aconseguint d'aquesta forma una escorça més dura i cruixent; hi ha constància de receptes forneres descrivint aquest procés ja en l'any 1907, a Viena. Aquest procés dona lloc a una de les formes de pa més difoses pel món: la baguet. Alguns autors sostenen que aquest tipus de pa no va ser inventat fins al segle xx. Les millores introduïdes pel nord-americà Otto Frederick Rohwedder en l'any 1912 comencen amb el desenvolupament d'un dispositiu que talla el pa en rodanxes, encara que al principi les fleques oferixen una gran resistència a emprar aquesta maquinària, ja que el pa tallat sol posar-se dur abans d'hora. No és fins al 1928, quan Rohwedder inventa una màquina que talla en rodanxes i envasa el pa al mateix temps, eliminant així les reticències dels forners cap aquest sistema. Una fleca en la ciutat de Chillicothe, Missouri, fou la primera a emprar aquest tipus de maquinària per a produir pa tallat en rodanxes. El pa en rodanxes es posa a la venda gràcies al fet que l'empresa americana Wonder Bread Company l'introdueix en el mercat l'any 1930. Curiosament, en 1893 ja existia una torradora de resistències elèctriques comercialitzada per la companyia Crompton & Company del Regne Unit. El pa de viena es comença a elaborar a França des de mitjans del segle xix, i va ser introduït pel baró Zang gràcies a l'assistència d'un conjunt de forners vienesos. D'aquesta forma, ja en l'any 1840 es produïa pa en la fleca parisenca de la Rue de Richelieu.
L'any 1927, a la ciutat de Praga, es reuneixen científics i enginyers de quinze països europeus amb la intenció de discutir els problemes associats amb l'elaboració del pa. Aquesta primera reunió es denomina: International Cereal and Bread Congress (sota els auspicis de la International Association for Cereal Chemistry), i després d'ella, es van anar celebrant altres amb una periodicitat bianual. Durant els anys de la Gran Depressió, es va intentar per primera vegada en la història fortificar el pa afegint-li vitamines, antioxidants i minerals, amb la intenció de millorar els nutrients ja presents en la mateixa massa del pa, a causa del fet que aquest era un dels aliments majoritaris de les poblacions urbanes. El director Luis Buñuel dirigeix un documental denominat Las Hurdes, tierra sin pan on mostra la comunitat l'estat precari de l'economia espanyola de l'època.
Durant la Segona Guerra Mundial es va realitzar un racionament d'aliments a Anglaterra, en el qual el pa no estava inclòs. No obstant això, l'aliment va ser racionat després de finalitzar la guerra, a partir de 1946. Al Japó, durant la postguerra, el Ministeri de Sanitat va recomanar a la població japonesa consumir més pa elaborat amb farina de blat, fet que va propiciar que alguns empresaris de l'alimentació com Momofuku Andō fessin fortunes distribuint pa blanc al Japó. Durant el començament de la Segona Guerra Mundial el ministre d'agricultura alemany va començar a fer propaganda sobre les virtuts del pa de sègol. Els alemanys prompte van considerar la utilització de farina de patata. Després d'acabar la guerra, les economies europees van fer un esforç per millorar la producció de cereal. Gràcies a les investigacions realitzades al començament del segle xx, es va poder comprovar que augmentant la proporció de nitrogen als fertilitzants es podria duplicar la producció. Es van aplicar herbicides i fungicides a les collites amb l'objecte de disminuir l'efecte de l'entorn i evitar les collites dolentes.
En 1957, diversos països europeus signen un tractat que denominen Tractats de Roma i que forma part de la nova Comunitat Econòmica Europea que crearà un mercat comú de cereals, entre altres productes. A la Unió Soviètica, durant l'any 1963, una fallada en el sistema de producció va fer que hi hagués menys cereals i a causa d'aquesta carestia el pa va ser inflat amb aire a pressió. Aquest racionament va ser imposat per Nikita Khrusxov a la farina, perquè les barres semblessin més grans a la població; a aquest pa se li va denominar després massa de Krushchev (en rus: хрущёвское тесто). Avui dia es ven pa d'aquest tipus acolorit com un record de l'època.
Un dels avenços en la panificació durant el segle xx va ser el desenvolupament en 1961 del denominat procés de panificació Chorleywood (abreujadament CBP de l'anglès Chorleywood Bread Process), desenvolupat per l'empresa Flour Milling and Baking Research Association en la ciutat de Chorleywood (Regne Unit), que permet elaborar pa industrial a gran rapidesa a causa de les veloces fermentacions que realitza (de l'ordre dels 20 minuts). Aquest i altres invents fan que el pa blanc (associat a classes socials riques) passés a ser un aliment barat, assequible a classes socials més humils. Comencen a aparèixer les grans corporacions internacionals de pa, com la mexicana Grup Bimbo, que distribueixen pa de motlle a grans sectors de la població, deslligant per primera vegada el pa de l'establiment (fleca) i assolint vendre'l a grans superfícies com supermercats. En els anys 1990 es produeix una liberalització del mercat europeu dels cereals mitjançant l'establiment d'una política agrícola comuna de la Unió Europea.
L'era espacial dels vols tripulats als anys 1960 obre una nova possibilitat en l'ús del pa com aliment en les missions tripulades. Se sap que el primer pa que va volar a l'espai anava allotjat en el mòdul lunar com aliment dels astronautes de l'Apollo 10 (llançat el dia 18 de maig del 1969) i es presentava en forma de rodanxes envasades en plàstic dintre d'una atmosfera de nitrogen. Aquest pa tenia una vida de quatre setmanes si es mantenia en el seu embolcall de plàstic. S'emprava en forma de torrada a la qual s'untaven altres ingredients en forma de pasta. En la resta dels vols del programa Apollo es va emprar el pa d'una forma similar. A l'Apollo 15 es va emprar per primera vegada pa pasteuritzat i irradiat amb Cobalt-60 per a ser termoestabilitzat. De la mateixa forma, el pa rus va ser un protagonista al rendezvous de les tripulacions del programa de proves Apollo-Soiuz. D'altra banda, en el camp de la biologia, l'enginyeria genètica comença a fer els seus primers assajos de millora d'espècies de blat, amb l'objecte de fer-les més resistents a les inclemències del temps i a certes plagues.

## Pa actualment

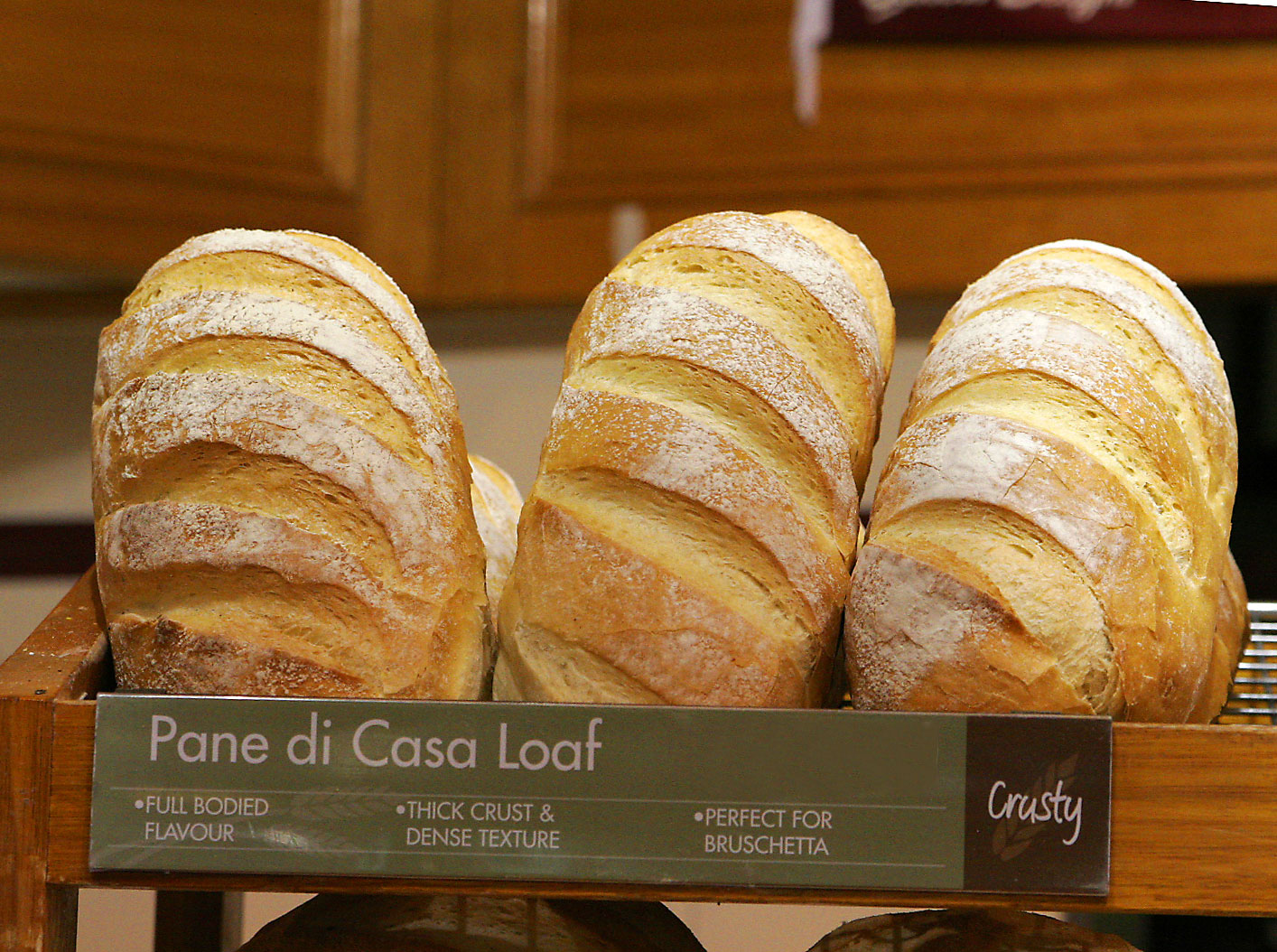
Al començament del segle XXI es produeix un retorn al pa artesanal.

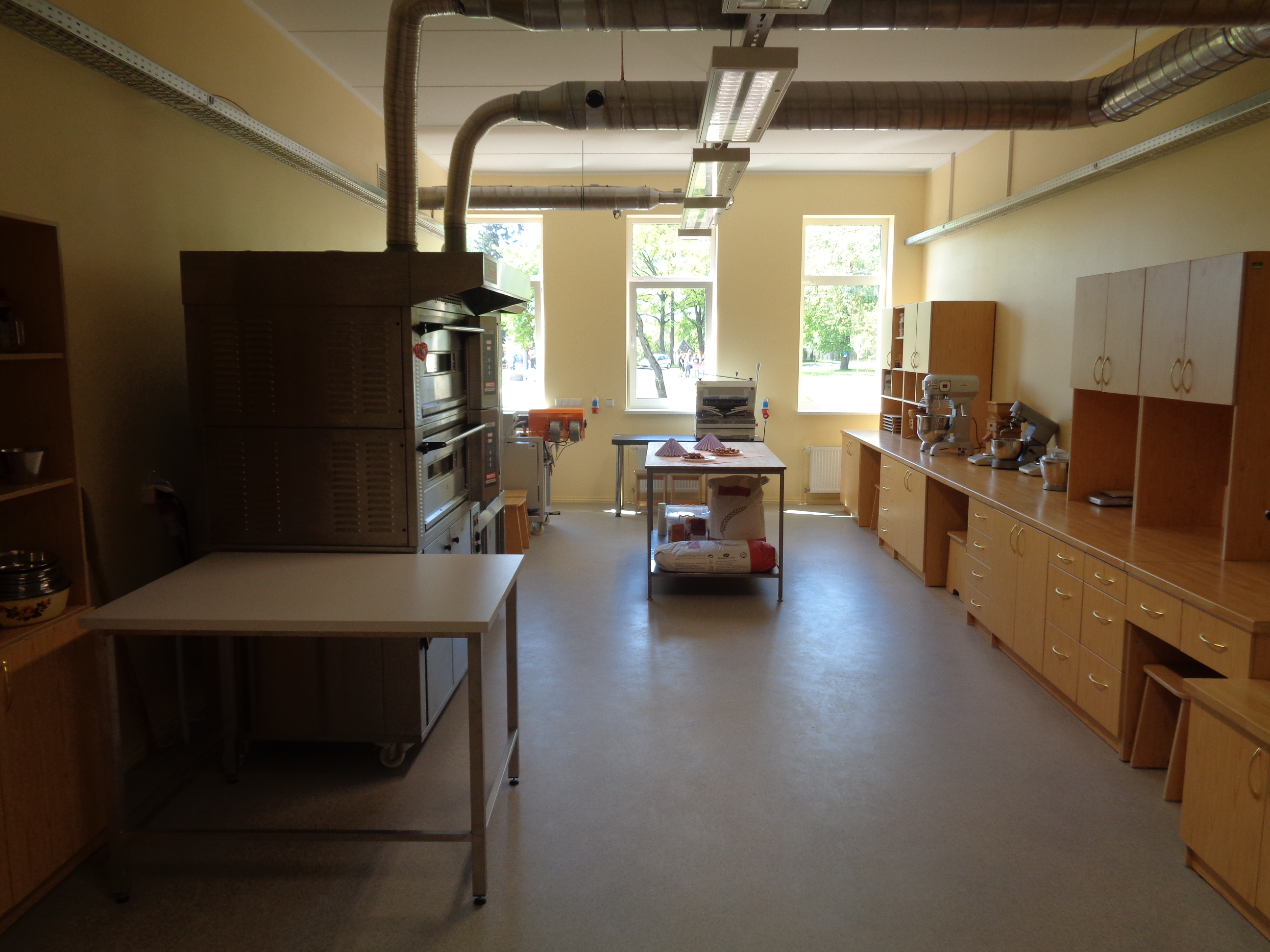
Fleca, Facultat de Tecnologia dels Aliments, Universitat d'Agricultura de Letònia.

El consum de pa està disminuint des de mitjans del segle xix en els països en desenvolupament. Per exemple, el consum de pa diari per persona ha descendit un 70% des de 1880 fins a 1977. La causes d'aquest descens són diverses; en l'actualitat existeix preocupació per les diverses dietes hipocalòriques, fet que, juntament amb la recrudescència de malalties autoimmunitàries com la celiaquia (intolerància al gluten), fa que la visió popular que existia sobre que és el pa vagi canviant a poc a poc. Alguns autors culpen de la disminució del consum a la poca qualitat del pa modern, deguda en part a l'ocupació d'additius i en part a l'elaboració de l'aliment de forma industrial, la qual cosa causa un augment del nombre de consumidors descontents. L'ocupació de diversos additius a les masses -antioxidants, enzims, emulsionants, etc.-, que solen tenir un nom comú, «milloradors del pa», és una pràctica habitual en la indústria fornera i l'objectiu del seu ús és allargar la vida comestible dels pans. A pesar d'aquest descens, es pot dir que la indústria fornera ocupa el segon lloc d'importància dintre de la indústria alimentària.
Des de començaments del segle xxi, el 70% del pa que es consumeix en el món és de farina de blat. La tendència a consumir altres cereals ha disminuït. No obstant això, als anys 1990 apareixen fleques artesanals a Europa que van captant clientela enamorada pel «sabor clàssic» del pa. Es van a poc a poc introduint els pans integrals a causa dels beneficis de la fibra. Un dels promotors d'aquesta idea d'un «nou pa» és el forner francès Lionel Poilâne, que va arribar a crear una cadena de fleques amb un estil clàssic: pa artesanal. Al començament del segle XXI es torna al pa elaborat amb farines poc refinades i no resulta estrany veure a les fleques una secció amb aquest tipus de pa a la venda. Als Estats Units es denomina a aquest corrent Artisan Baking (fleca artesanal) i es converteix en una nova tendència. Un dels pans sorgits d'aquesta moda actual de pa artesanal és el campaillou francès, que és un pa de sègol. Molts dels pans que en l'edat mitjana eren variants dolces de masses llevades avui dia formen part de la gastronomia nadalenca i es gaudeixen en aquestes dates, com per exemple, el pain d'épice (pa d'espècies).
La millora en la producció del pa i la possibilitat d'incorporar petits forns a certs establiments fa que es pugui elaborar pa ja en bars i restaurants, traient de la fleca tradicional la producció panificadora. A aquest procés s'afegix la possibilitat d'emprar masses de pa prèviament congelades, el que fa més operativa la producció de pa «recent fet». La crisi alimentària mundial (2007-2008) fa que el preu dels cereals pugi a cotes no sospitades i com a conseqüència el preu del pa puja en alguns països, el que provoca certa desestabilitat econòmica.